# Botris de Messana
Botris (en grec antic: Βότρυς, llatí: Botrys) fou un poeta de l'antiga Grècia nadiu de Messana (Sicília). No es conserva res de la seva obra.
Segons Àlcim, parlant a propòsit de l'obra de Salpe, Botris va ser l'inventor del gènere eròtic anomenat pègnies (grec antic: Παίγνια), i Timeu el considera tan obscè com Filenis i altres autors eròtics.